# Llicències de programari permissives
| Domini Públic             | Llicència FOSS no protectiva | Llicència FOSS protectiva | Llicència FOSS protectiva | Llicència Propietària  | Secret Comercial          |
| Renúncia a tots els drets | ← més drets concedits        | ← més drets concedits     | més drets conservats →    | més drets conservats → | Tots els drets conservats |

Una llicència de programari permissiva, també anomenades llicències BSD, és una llicència de programari lliure amb els requeriments mínims per a distribuir el programari al mercat. Exemples inclouen la llicència MIT, llicència BSD i llicència Apache.

## Comparació amb Copyleft
- Les llicències permissives no obliguen a redistribuir el programari mitjançant el codi obert.
- Les llicències copyleft obliguen a publicar el codi modificat.
- Compatibilitat entre llicències. (vegeu Fig.2)

| Llicències de programari | Llicències de programari                            | Llicències de programari                                             | Llicències de programari                                                    | Llicències de programari            | Llicències de programari | Llicències de programari      |
| Drets cedits             | Domini públic                                       | FOSS no protectiu Permissiu (Codi obert)                             | FOSS protectiu Copyleft (Programari lliure)                                 | Freeware Shareware Freemium         | De propietat             | Secret comercial              |
| ------------------------ | --------------------------------------------------- | -------------------------------------------------------------------- | --------------------------------------------------------------------------- | ----------------------------------- | ------------------------ | ----------------------------- |
| Drets d'autor            | No                                                  | Sí                                                                   | Sí                                                                          | Sí                                  | Sí                       | Sí                            |
| Dret d'ús                | Sí                                                  | Sí                                                                   | Sí                                                                          | Sí                                  | Sí                       | No                            |
| Dret de Visualització    | Sí                                                  | Sí                                                                   | Sí                                                                          | Sí                                  | Sí                       | SÍ                            |
| Dret de còpia            | Sí                                                  | Sí                                                                   | Sí                                                                          | Sovint                              | No                       | No                            |
| Dret a modificar         | Sí                                                  | Sí                                                                   | Sí                                                                          | No                                  | No                       | No                            |
| Dret a distribuir        | Sí                                                  | Sí, sota la mateixa llicència                                        | Sí, sota la mateixa llicència                                               | Sovint                              | No                       | No                            |
| Dret a subllicenciar     | Sí                                                  | Sí                                                                   | No                                                                          | No                                  | No                       | No                            |
| Filosofia                | A disposició del públic. Exonerat de drets d'autor. | Similar i posterior al copyleft. Mínimes restriccions per a l'usuari | Accés al codi i més. Metodologia en el desenvolupament i entrega al públic. | Propòsits publicitaris o comercials | Propòsits comercials     | Diferents motius              |
| Exemples                 | SQLite, ImageJ                                      | Apache web server, ToyBox                                            | Linux kernel, GIMP                                                          | Irfanview, Winamp                   | Windows, Half-Life 2     | Server-side World of Warcraft |
| Drets d'autor            |                                                     |                                                                      |                                                                             |                                     |                          |                               |

## Llicències permissives

Fig.2 Esquema de compatibilitat de llicències : les fletxes indica compatibilitat i, per tant, la part esquerra són més compatibles.

- GNU All-permissive License
- Apple Public Source License
- Apache
- BSD
- MIT